# Achaea diplographa
Achaea diplographa là một loài bướm đêm thuộc họ Erebidae. Nó được tìm thấy ở Châu Phi, bao gồm Comoros.